# Ilche
Ilche és un municipi aragonès situat a la província d'Osca i enquadrat a la comarca del Somontano de Barbastre.
L'any 2009 tenia 259 habitants.
La temperatura mitjana anual és de 14,2° i la precipitació anual, 450 mm.

## Entitats de població
El municipi agrupa els nuclis següents:
- Fornillos. L'any 2009 tenia 70 habitants.[3]
- Monesma de San Juan (Monesma de Berlastro). L'any 2009 tenia 65 habitants.[4]
- Morilla. Està situat a 350 metres sobre el nivell del mar. L'any 1991 el llogaret tenia 90 habitants.[5]
- Odina. L'any 1991 el llogaret tenia 9 habitants.[6]
- Permisán. El llogaret, situat a deu quilòmetres de Barbastre, té importància pel seu castell palau de 280 metres quadrats del segle xv.[7]